# Arcturus
Arcturus — норвезький авангард-метал гурт із Осло, сформований восени 1990 року.

## Історія
У 1990 році бас-гітарист і вокаліст Маріус Вольд, гітарист і клавішник Стейнар Сверд Йонсен і ударник Ян Аксель Бломберг (Хеллхамер у Mayhem) створили дез-метал гурт Mortem. Цей склад записав демокассету Slow Death (пізніше видана французьким лейблом Putrefaction Records). У 1990 році музиканти поміняли назву на Arcturus, щоб писати музику в іншому стилі. Проєкт Mortem існував і надалі з тим же складом, однак був у іншому стилі.
У 1991 році гурт під новим ім'ям записав міні-альбом My Angel, який теж був виданий на Putrefaction. Пізніше гітаристом став Самот з гурту Emperor, а на зміну Маріусу вокалістом став Крістофер «Гарм» Рігг з Ulver. 1994 року гурт записує EP Constellation на лейблі Самота Noothurnal Art тиражем у 500 копій. Головною відмінністю гурту було поєднання агресивних гітарних партій із чистим вокалом. Після випуску альбому Самота ув'язнюють через підпали церков, тому гітаристом стає Карл Август Тіндеман, а басистом — Х'ю «Сколл» Мінгай (з гурту Ulver). Гурт починає активну роботу над новим альбомом та у 1995 презентує перший альбом Aspera Hiems Symfonia. До нього увійшов як новий матеріал, так і перевидані композиції з демо.
У 2004 році гурт вирушає у турне Угорщиною, Німеччиною, Італією та Грецією і отримує багато схвальних відгуків від преси.
Після виходу альбому колектив покинув Тідеман, на зміну якому прийшов Кнут Магне Валле, з яким гурт записує ще один альбом La Masquerade Infernale (у двох композиціях присутні соло-партії Тідемана), а вокал на трьох треках записує Сімен Хестнес (ICS Vortex). У 2001 році до колективу приєднався ще один гітарист Торе Морен, який потім виступав на концертах разом з гуртом. Гітаристи швидко поділили партії (Торе грав на 6-струнній гітарі, а Кнут на 7-струнній). Навесні 2002 року вийшов альбом The Sham Mirrors, записаний з новим бас-гітаристом Дагом Гравемом, а на початку 2003 року Гарм покинув Arcturus; його змінив Ейвінд Хегеланд з Spiral Architect.
У квітні 2007 року гурт вирушив у турне по Австралії, на останньому концерті в Мельбурні (16 квітня 2007 року) Хестнес оголосив про те, що Arcturus припиняють діяльність. Він оголосив, що це останнє шоу Arcturus, а також те, що рішення є одноголосним.
У 2010 році Хестнес оголосив, що першим концертом возз'єднаних Arcturus стане фестиваль ProgPower в Атланті (США) у вересні 2011 року, але концерт так і не відбувся. Після ще одного зірваного концерту у Польщі, гурт дає концерт в Норвегії.
У 2011 році колектив бере участь у фестивалях (Inferno Metal, Summerfair Hellfest Summer, The 02 Academy, Islington і Eindhoven Metal Meeting).
Після активної концертної програми, гурт видає новий альбом (8 травня 2015 року) на лейблі Prophecy Productions.

## Склад

### Учасники
- Сімен «ICS Vortex» Хестнес — вокал (1999, 2005—2007, 2011-)
- Стейнар Сверд Йонсен — клавішні (1987—2007, 2011-)
- Кнут Магне Валле — гітара (1996—2007, 2011-)
- Х'ю «Skoll» Мінг — бас-гітара (1995—2000, 2002—2007, 2011-).
- Ян Аксель «Хеллхаммер» Бломберг — ударні (1987—2007, 2011-)

### Колишні учасники
- Маріус Вольд — бас-гітара і вокал (1987—1991)
- Томас «Самота» Хауген — гітара (1993—1995)
- Крістофер «Гарм» Рюгг — вокал (1993—2003)
- Карл Август Тідеманн — гітара (1995—1996)
- Даг Ф. Гравен — бас-гітара (2002)
- Ейвінд Хегеланд — вокал (2003—2005)
- Туре Мурен — гітара (2003—2007)

## Дискографія

### Демо
- Slow Death (1989, під назвою Mortem)
- Promo 90 (1990)

### Альбоми
- Aspera Hiems Symfonia (1995, Ancient Lore/Misanthropy/Century Black)
- La Masquerade Infernale (1997, Misanthropy/Music For Nations)
- The Sham Mirrors (2002, Ad Astra Enterprises/The End Records)
- Sideshow Symphonies (2005, Season of Mist)
- Arcturian (2015, Prophecy Productions)

### Міні-альбоми
- Slow Death (1990, Putrefaction Records, под названием Mortem)
- My Angel (1991, Putrefaction Records)
- Constellation (1994, Nocturnal Art)
- Constellation (1997, Nocturnal Art)

### Інші релізи
- Disguised Masters (1999, Jester Records, збірник реміксів)
- Aspera Hiems Symfonia/Constellation/My Angel (2002, Candlelight Records)
- Shipwrecked In Oslo (2006, Season of Mist., DVD)